# Actisecos regularis
Actisecos regularis är en mossdjursart som beskrevs av Ferdinand Canu och Ray Smith Bassler 1927. Actisecos regularis ingår i släktet Actisecos och familjen Actisecidae. Inga underarter finns listade i Catalogue of Life.